# Walter Mazzarri
Walter Mazzarri (pronunție în italiană [ˈvalter madˈdzarri]; n. 1 octombrie 1961, San Vincenzo, Toscana, Italia) este un fotbalist italian retras din activitate, care a jucat pe post de mijlocaș la echipe ca Empoli, Città di Acireale 1946⁠(d) și Fiorentina. După încheierea carierei, a devenit antrenor, și a antrenat, printre altele, Napoli, Reggina și Torino.

## Legături externe
- Walter Mazzarri Arhivat în 16 februarie 2012, la Wayback Machine. la Footballplus.com

1. ↑  Walter Mazzarri, Transfermarkt, accesat în 9 octombrie 2017